# Панталоне

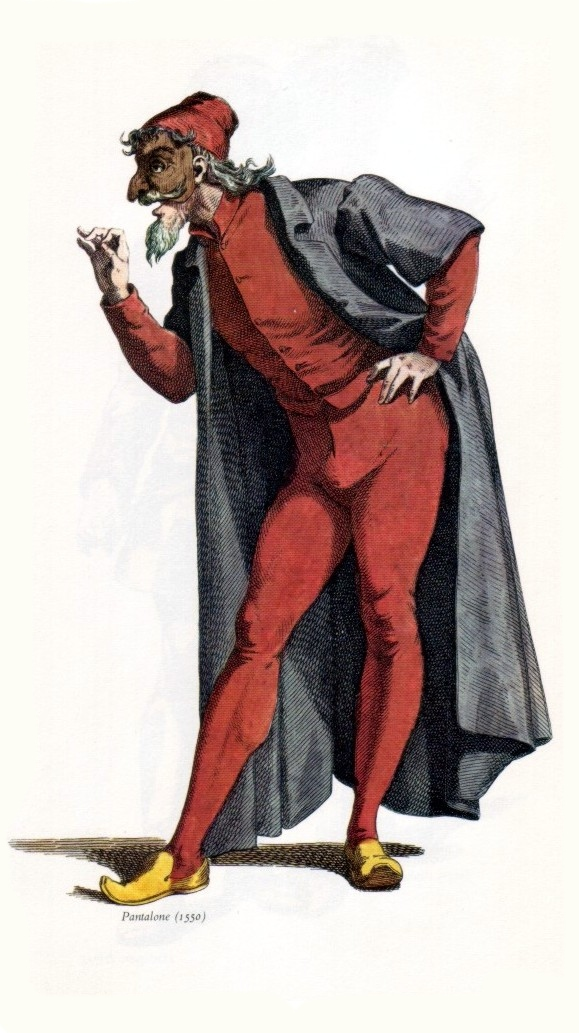
Панталоне, рисунок Моріса Санда, 1860 рік

Панталоне (італ. Pantalone, фр. Pantalon) — персонаж-маска італійської комедії дель арте, що носить довгі червоні штани (панталони). Входить в північний (або, венеційський) квартет масок, поряд з Арлекіном, Брогеллой і Юристом. Прообрази маски Панталоне можна зустріти в античній комедії (πάπος в  Греції; Papus і Casnar в Римі), а також в італійській новелі Епохи Відродження.
- Походження: венецієць зі своїм типовим діалектом.
- Заняття: старий-купець, багатий, майже завжди скупий.
- Костюм: Панталоне носить дуже вузькі червоні штани (pantalons), короткий жилет-куртку того ж кольору. Він носить вовняний ковпак і довгий чорний плащ, взутий в жовті домашні туфлі. Він носить сиві вуса і вузьку сиву борідку.
- Маска: його маска червоного або коричневого (землистого) кольору, вона закриває половину обличчя; у нього довгий, «орлиний» ніс, сірі вуса і гостра борідка, що має спричиняти особливий комічний ефект, коли він розмовляє.
- Поведінка: Панталоне, як правило, є центром інтриги, і, як правило, завжди залишається жертвою кого-небудь, найчастіше Арлекіна, його слуги. Він хворий і кволий: постійно кульгає, охає, кашляє, чхає, сякається, хворіє на живіт. Це людина хтива, аморальна, він пристрасно домагається кохання юних красунь, але завжди зазнає невдачі. Його хода — це хода старого, він ходить з трохи кривою спиною. Він розмовляє різким, пронизливим, «старечим» голосом.

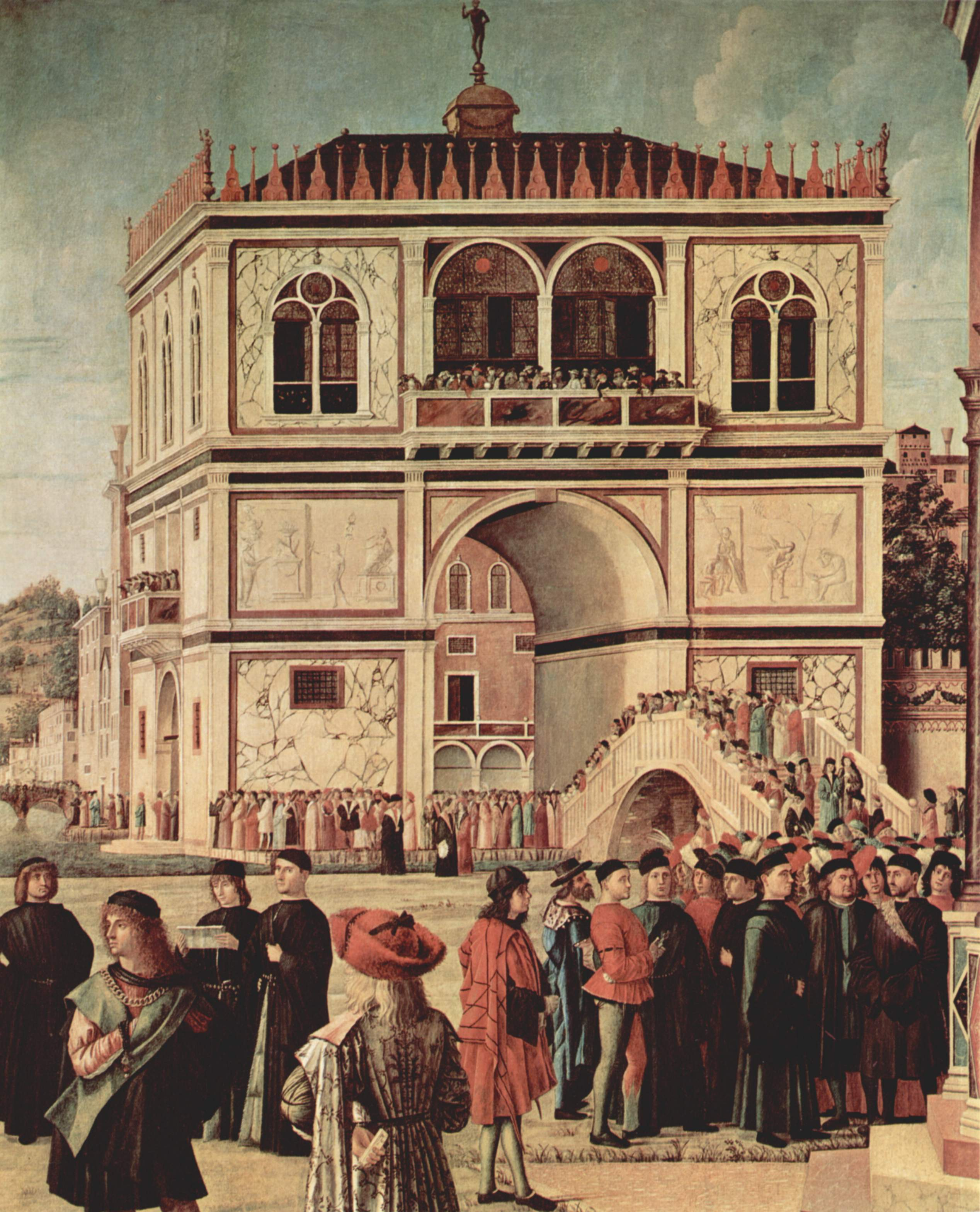
Вітторе Карпачо,
Венеційські купці, 1495

Венеційська республіка, одна з найбагатших європейських держав Середньовіччя, в XV столітті втрачає свою могутність, у зв'язку з чим і знамениті венеційські купці втратили свій вплив. З молодих, сміливих шукачів пригод вони перетворилися в скупих стариків, які хизуються колишніми успіхами. Такими вони й прийшли в комедію дель арте, спочатку під ім'ям Маньїфіко (італ. Magnifico — чудовий), потім як мессир Бенедетто, а потім і як Панталоне. Походження імені Панталоне в точності невідомо, однак існує припущення, що воно походить від нічого не значущого титулу «Пьянта-Леоне» (італ. Pianta Leone, Воздвигач Лева), яким нагороджували купців за захоплення островів, що супроводжувалися підняттям там прапора з символом Венеції — левом. Як правило, це були пустельні та зовсім маленькі острови, які не мали ніякого стратегічного або торгового значення, тому до таких «захоплень» ставилися з великою іронією. Існує версія, за якою ім'я Панталоне походить від імені одного з покровителів Венеції, Святого Пантелеймона (італ. San Pantaleone).
Вважається, що першим ввів маску Панталоне драматург Руззанте в XVI ст., Основні ж риси його сценічного образу були створені падуанским актором Джуліо Паскуале, інші лише вносили в нього додаткові деталі. Якщо в трупі не було актора, який володіє венеційським діалектом, то персонажа називали Кассандра, Уберто тощо., і тоді йому придавались риси жителя іншої області. Мольєрівські старики (Аргант, Жеронт та ін.) також походять від Панталоне. Серед виконавців ролі Панталоне був і Карло Гоцці. У його ф'ябах також зустрічається ця маска, хоча риси її вже дещо відрізняються від початкових, — то був час падіння Венеційської республіки та заходу комедії дель арте. При дворі герцога Баварії-Мюнхен роль Панталоне грав композитор Орландо ді Лассо.

## Галерея

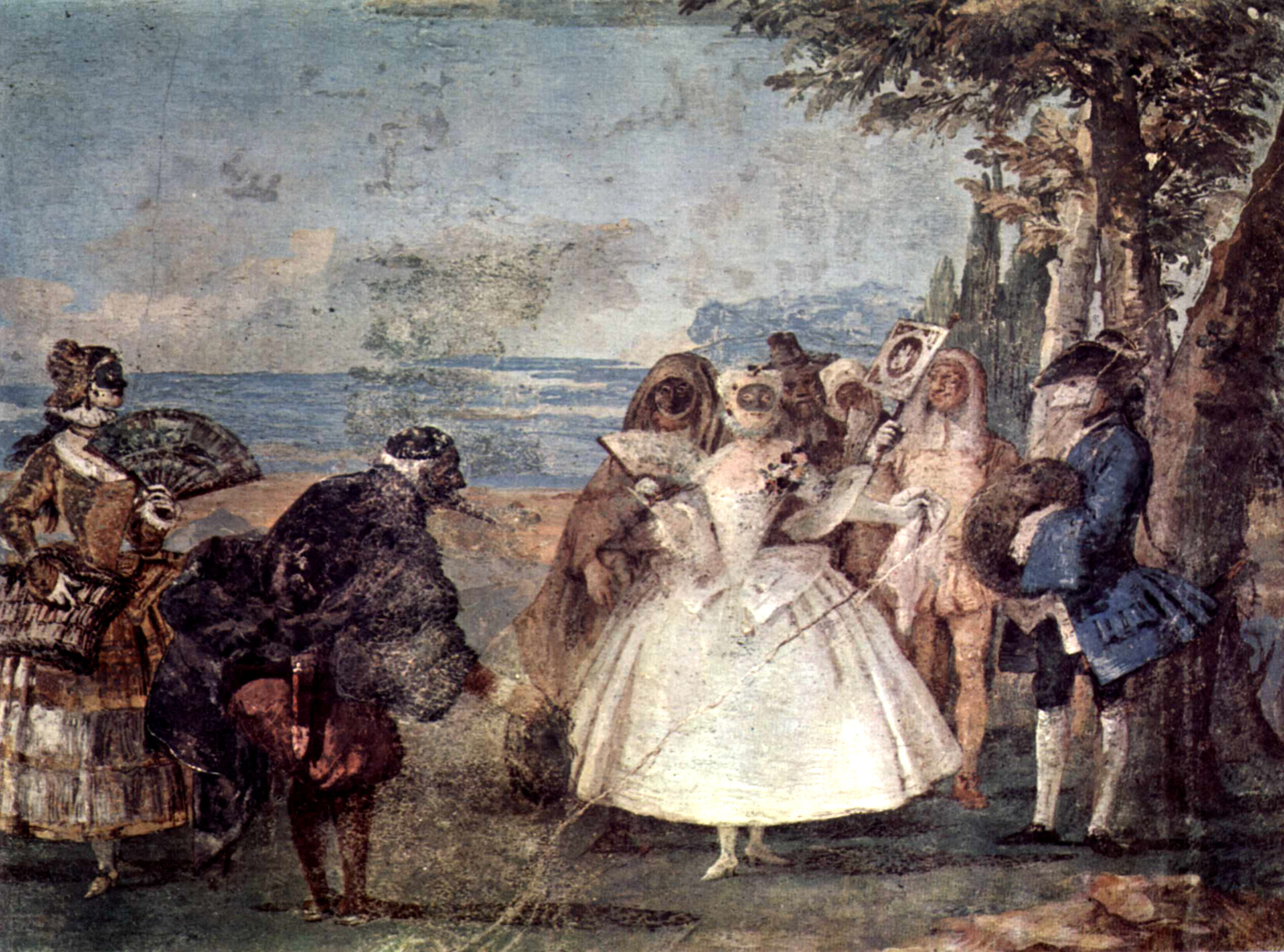
Т'єполо, Карнавальні маски Венеції (1757)
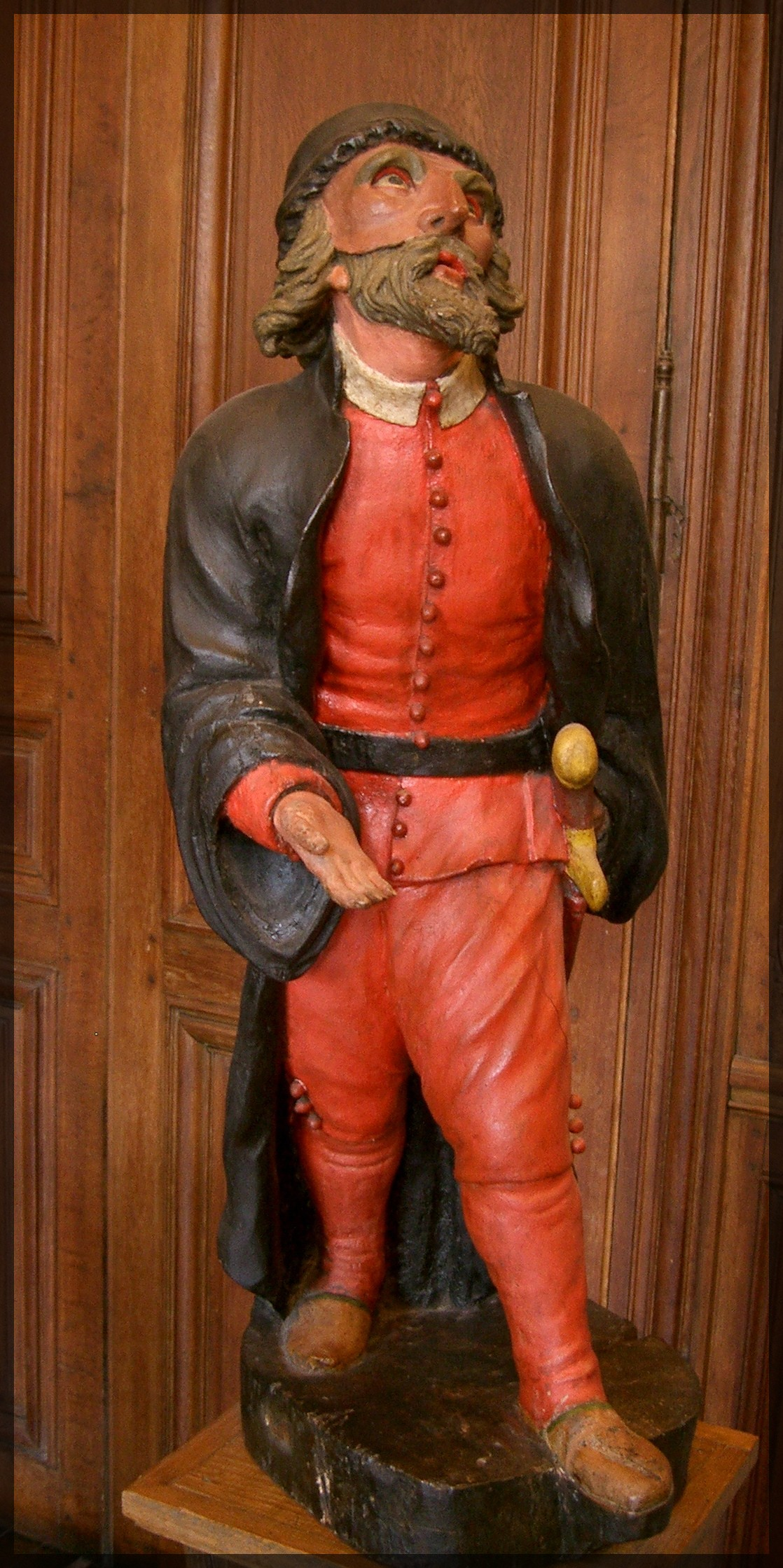
Панталоне, статуетка XVIII ст.